# Batmönkhiin Erkhembayar
Batmönkhiin Erkhembayar (Mongools: Батмөнхийн Эрхэмбаяр) is een Mongools voetballer die bij voorkeur als verdediger speelt. In 2013 debuteerde hij in het Mongolisch voetbalelftal.

## Interlandcarrière
Op 2 maart 2013 maakte Erkhembayar zijn debuut in het Mongolisch voetbalelftal. In de AFC Challenge Cup-kwalificatiewedstrijd tegen Laos speelde hij negentig minuten.
| Interlands van Batmönkhiin Erkhembayar voor Mongolië | Interlands van Batmönkhiin Erkhembayar voor Mongolië | Interlands van Batmönkhiin Erkhembayar voor Mongolië | Interlands van Batmönkhiin Erkhembayar voor Mongolië | Interlands van Batmönkhiin Erkhembayar voor Mongolië | Interlands van Batmönkhiin Erkhembayar voor Mongolië |
| №                                                    | Datum                                                | Wedstrijd                                            | Uitslag                                              | Competitie                                           | Goals                                                |
| Als speler van Erchim                                | Als speler van Erchim                                | Als speler van Erchim                                | Als speler van Erchim                                | Als speler van Erchim                                | Als speler van Erchim                                |
| ---------------------------------------------------- | ---------------------------------------------------- | ---------------------------------------------------- | ---------------------------------------------------- | ---------------------------------------------------- | ---------------------------------------------------- |
| 1                                                    | 2 maart 2013                                         | Laos – Mongolië                                      | 1 – 1                                                | AFC Challenge Cup 2014 (kwalificatie)                | 0                                                    |
| 2                                                    | 4 maart 2013                                         | Mongolië – Afghanistan                               | 0 – 1                                                | AFC Challenge Cup 2014 (kwalificatie)                | 0                                                    |
| 3                                                    | 6 maart 2013                                         | Sri Lanka – Mongolië                                 | 3 – 0                                                | AFC Challenge Cup 2014 (kwalificatie)                | 0                                                    |
| 4                                                    | 12 maart 2015                                        | Oost-Timor – Mongolië                                | 4 – 1                                                | WK 2018 (kwalificatie)                               | 1                                                    |
| 5                                                    | 17 maart 2015                                        | Mongolië – Oost-Timor                                | 0 – 1                                                | WK 2018 (kwalificatie)                               | 0                                                    |

Bijgewerkt op 6 juni 2015.

## Erelijst
Erchim
- Premier League

2012, 2013